# Europacup II hockey vrouwen 1992
De 2de editie van de Europacup II voor vrouwen werd gehouden van 17 tot en met 20 april 1992 in Vught. Er deden acht teams mee, verdeeld over twee poules. Sutton Coldfield HC won deze editie van de Europacup II. Voor Nederland werd MOP in de finale verslagen na strafballen.

## Uitslag poules

### Poule A
- MOP
- SKIF Moskva
- Rhythm Grodno
- Amiens SC

### Poule B
- Sutton Coldfield HC
- Club Raffelberg
- San Sebastian
- Old Alexandra

## Poulewedstrijden

### Vrijdag 17 april 1992
- A Amiens SC - Rhythm Grodno 2-5 (1-2)
- A MOP - Skif Moskva 4-0 (3-0)
- B Sutton Coldfield - San Sebastian 1-1 (1-0)
- B Old Alexandra - Raffelberg 0-0

### Zaterdag 18 april 1992
- A Skif Moskva - Amiens SC 3-0 (1-0)
- A MOP - Rhythm Grodno 3-1 (2-0)
- B Sutton Coldfield - Raffelberg 0-0
- B Old Alexandra - San Sebastian 0-1 (0-0)

### Zondag 19 april 1992
- A Rhythm Grodno - Skif Moskva 0-3 (0-0)
- A Amiens SC - MOP 0-4 (0-3)
- B Raffelberg - San Sebastian 2-1 (1-0)
- B Old Alexandra - Sutton Coldfield 0-3 (0-0)

## Finales

### Maandag 20 april 1992
- 7de-8ste plaats Amiens SC - Old Alexandra 1-0 (0-0)
- 5de-6de plaats Rhythm Grodno - San Sebastian 1-5 (0-3)
- 3de-4de plaats Skif Moskva - Raffelberg 3-2 (1-1)
- 1ste-2de plaats MOP - Sutton Coldfield 0-0 2-4 wns

## Einduitslag
1.  Sutton Coldfield 

2.  MOP 

3.  SKIF Moskva 

4.  Club Raffelberg 

5.  San Sebastian 

6.  Rhythm Grodno 

7.  Amiens SC 

8.  Old Alexandra 

Mannen:
1990 ·
Terrassa 1991 ·
Vught 1992 ·
Birmingham 1993 ·
Terrassa 1994 ·
Cagliari 1995 ·
Den Haag 1996 ·
Reading 1997 ·
's-Hertogenbosch 1998 ·
Amsterdam 1999 ·
Terrassa 2000 ·
's-Hertogenbosch 2001 ·
Eindhoven 2002 ·
Terrassa 2003 ·
Eindhoven 2004 ·
Lille 2005 ·
Reading 2006 ·
Madrid 2007 

Opgegaan in de Euro Hockey League
Vrouwen:
1991 ·
Vught 1992 ·
Birmingham 1993 ·
Cardiff 1994 ·
Groningen 1995 ·
Rotterdam 1996 ·
Utrecht 1997 ·
Leuven 1998 ·
Terrassa 1999 ·
Keulen 2000 ·
Rome 2001 ·
Ourense 2002 ·
Rotterdam 2003 ·
Laren 2004 ·
Keulen 2005 ·
Edinburgh 2006 ·
Madrid 2007 ·
Parijs 2008 ·
Manchester 2009

Opgegaan in de Europcacup I